# Marcos López (arquitecto)

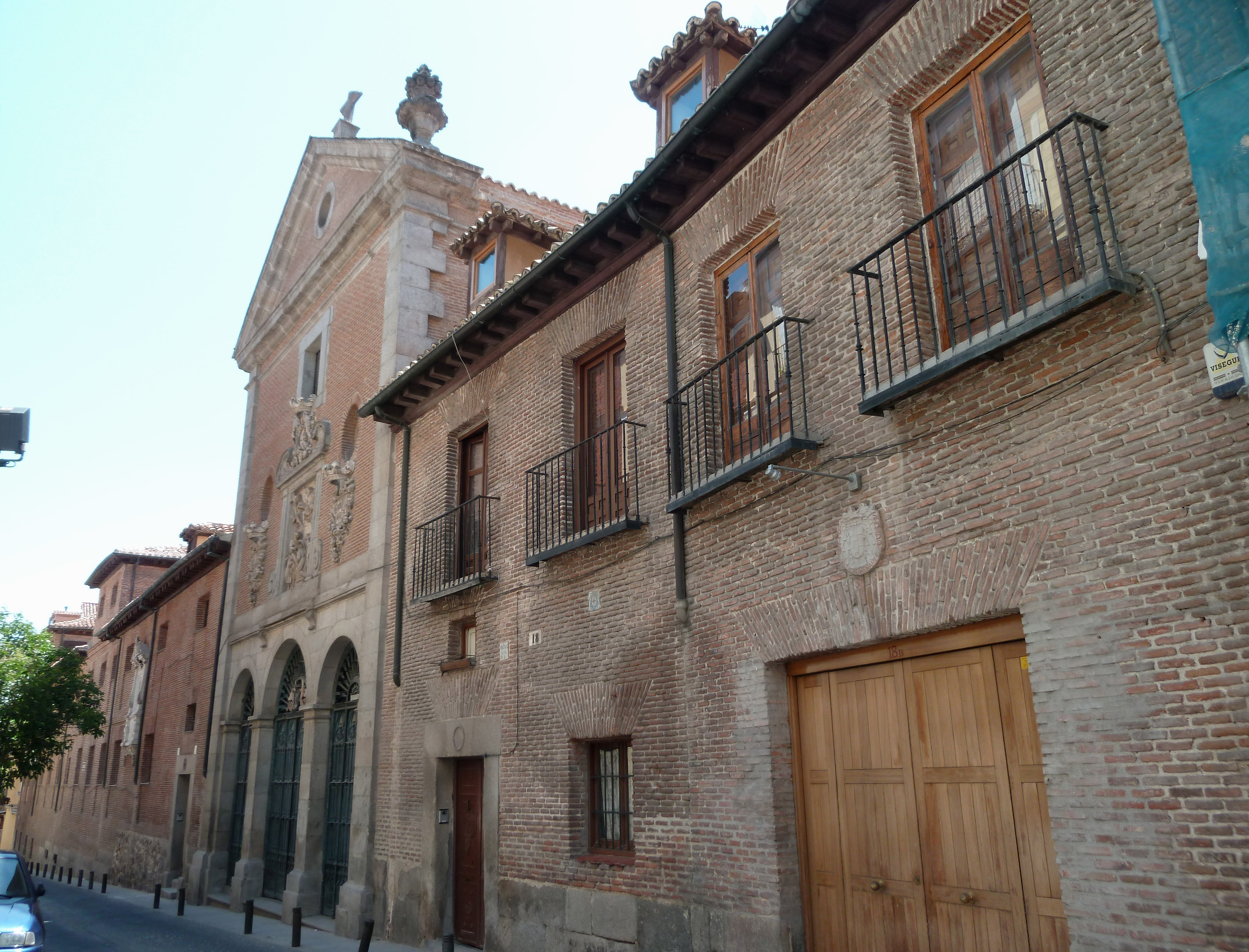
Fachada norte del Convento de las Trinitarias Descalzas (Madrid)

Marcos López fue un alarife y maestro mayor de obras español del siglo xvii.
En 1662, materializó los planos realizados por el Francisco Bautista y Sebastián de Herrera Barnuevo para la capilla del Cristo de los Dolores de la Tercera orden de San Francisco, y de la iglesia del convento de las Trinitarias Descalzas.
También, trazó la iglesia de San Cayetano de Madrid, edificio que sería reformado en el siglo XVIII por José de Churriguera y Pedro de Ribera.
Tras el incendio de 1672 que destruyó por completo la Casa de la Panadería en la Plaza Mayor, López formó parte del equipo liderado por Tomás Román encargado a su reconstrucción, junto con Juan de León, Pedro Lázaro Goiti y Lucas Román.
En 1679, le fue encargada la construcción del Hospital de la Venerable Orden Tercera, en la calle de San Bernabé, aunque las obras fueron finalmente ejecutadas por Luis Román y sus hijos, con la ayuda de Bartolomé Hurtado.